# Chiesa di San Martino a Montughi
La chiesa di San Martino a Montughi è un luogo di culto cattolico che si trova in via Stibbert a Firenze.

## Storia e descrizione
In origine Montughi (Firenze) era il colle dove c'è la chiesa di San Martino, poi il nome fu dato anche alla zona in cui si trova il Convento dei Cappuccini e la chiesa di San Francesco.

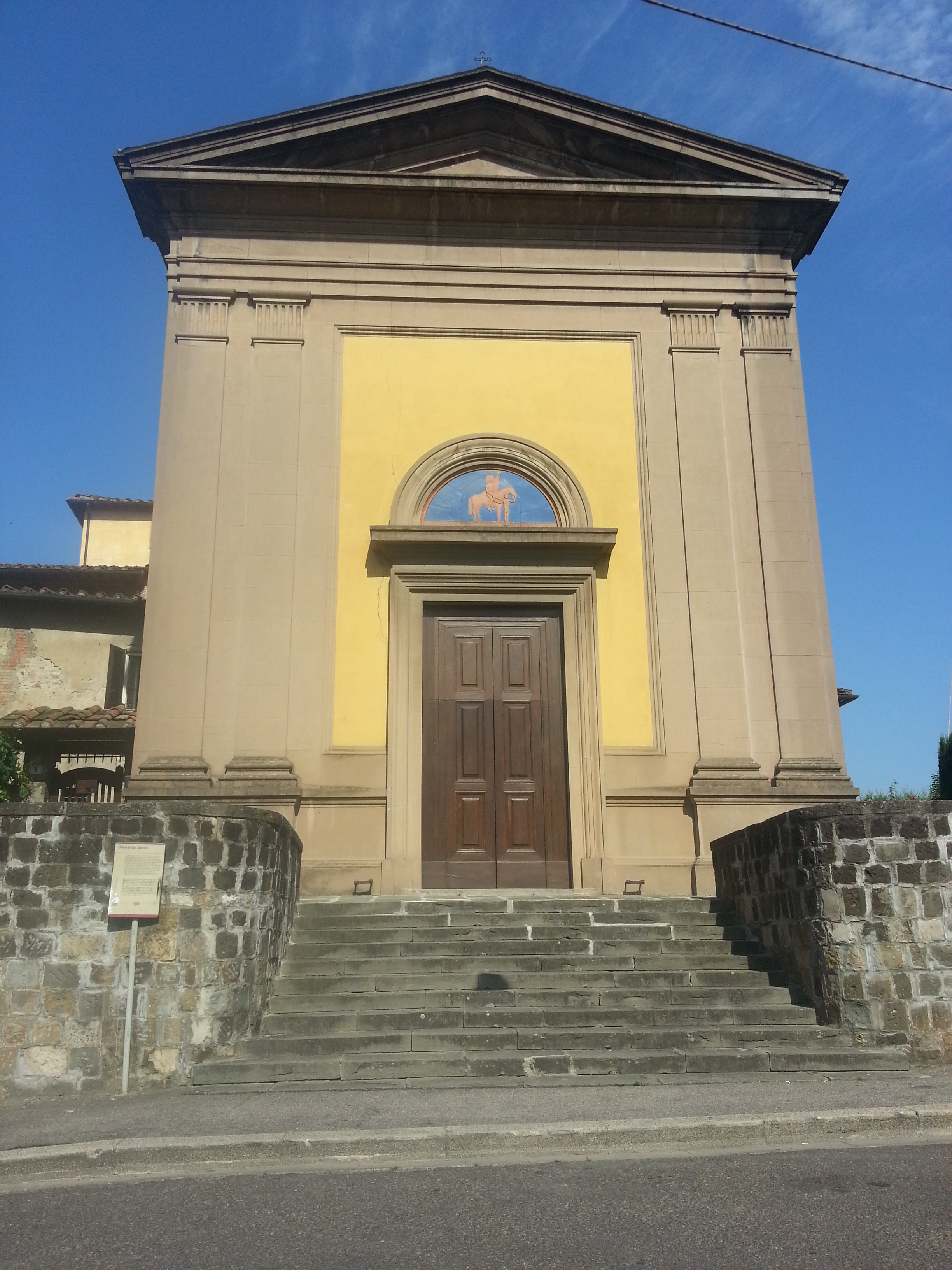
Facciata della Chiesa di San Martino a Montughi

Montughi significa "Monte degli Ughi" o "Mons Ugonis", dalla famiglia Ughi che ebbe qui la residenza col suo capostipite Ugo, marchese di Toscana. Fino al 1292 gli Ughi ebbero cariche politiche, poi svolsero professioni giuridiche. Alamanno Ughi divenne marchese nel 1782 e, dopo le nozze di Minerva Ughi e Orlando Lorenzi, la famiglia si estinse.
Documentata dal 1222, la Chiesa di San Martino fu costruita "dalle fondamenta" su una presunta chiesa primitiva nel 1539, per volere del parroco, l'insigne latinista don Francesco Campana, che nel 1531 divenne segretario della Repubblica Fiorentina. Fu incaricato l'architetto Giuliano di Baccio d'Agnolo, che provvide anche alla realizzazione della loggia della canonica, decorata a stucchi con scene e figure mitologiche.
All'altare della Madonna del Rosario, una tela di Matteo Rosselli, rappresentante la Vergine e i Santi. All'altar maggiore, San Martino di Agostino Veracini. Di fronte, il Crocifisso con i santi Filippo, Antonio, Carlo e Sebastiano, opera eseguita nel 1631 da Jacopo Vignali. Nella canonica, stucchi antichi con soggetti biblici, restaurati nel 1881 da Michele Piovani; alle pareti, terrecotte robbiane provenienti dal tabernacolo di Sant'Antonino nella via Vittorio Emanuele.
Nel 1782 Carlo Filippo Ughi apportò miglioramenti: fece il soffitto nuovo, il campanile, l'altar maggiore. Nell'interno della Chiesa fu sepolto l'incisore in rame napoletano Raffaello Morghen, nato a Portici nel 1758 e morto a Firenze nel 1833 e l'astronomo Cosimo Vignali. Il monumento del Morghen è nella navata sinistra della Basilica di Santa Croce, eseguito da Odoardo Fantacchiotti nel 1854 a spese degli allievi del Morghen.
Dal 1910 al 1924 fu ricostruita la nuova chiesa perché la vecchia era pericolante e Frederick Stibbert, che edificò la villa di fronte alla Chiesa, fece una donazione per il nuovo campanile. Il progetto venne curato da Giovanni Paciarelli.
L'11 febbraio 1933 fu portata a termine la nuova facciata che ospita una lunetta, sull'architrave, rappresentante San Martino nell'atto di dividere il suo mantello con il povero, opera di Mario Chiari, nipote del parroco don Alessandro Sostegni.
Proprio in questi anni il parroco capì che era giunto il momento di costruire una nuova chiesa nella piana sottostante al colle, per avvicinare e servire meglio la popolazione che si espandeva ai piedi di Montughi. I lavori per la chiesa dell'Immacolata iniziarono nel 1935 e terminarono l'anno successivo. Oggi le due chiese fanno parte della stessa parrocchia.
Dal 1997 al 1999 padre Athanase Seromba è stato vice-parroco nella parrocchia di San Martino, sotto il nome di Atanasio Sumba Bura, nel tentativo di sfuggire al mandato di cattura internazionale per crimini contro l'umanità commessi in Ruanda nel 1994 dove fu responsabile del massacro di 2000 persone di etnia Tutsi.